# Eremogone pumicola
Eremogone pumicola là loài thực vật có hoa thuộc họ Cẩm chướng. Loài này được (Coville & Leiberg) Ikonn. mô tả khoa học đầu tiên năm 1973.